# إلين غريفين دون
إلين غريفين دون (بالإنجليزية: Ellen Griffin Dunne)‏ هي ناشِطة وممثلة أمريكية، ولدت في 28 يناير 1932 في توسان في الولايات المتحدة، وتوفيت في 9 يناير 1997 في نوغاليس في الولايات المتحدة بسبب تصلب متعدد.

## وصلات خارجية
- إلين غريفين دون على موقع IMDb (الإنجليزية)